# Гарбуз, Александр Викторович
Алекса́ндр Ви́кторович Га́рбуз (р. 20 мая 1947, Стерлитамак, СССР) — советский и российский искусствовед, литературовед, культуролог, специалист по русскому авангарду, хлебниковед. Кандидат филологических наук, доцент.

## Биография
Родился 20 мая 1947 года в Стерлитамаке. Ещё в школьные годы увлекся поэзией русского футуризма, знал наизусть ранние стихи В.Маяковского, Н.Асеева, а позже и В.Хлебникова. В 1970 г. окончил оркестровый класс Уфимского училища искусств, играл в джазовых коллективах Уфы.
События в Чехословакии в августе 1968 года повлияли на его политические взгляды, которые он никогда не скрывал, и 19 марта 1971 года (фактически в феврале) он был арестован КГБ и осуждён по статье 1901 (Систематическое распространение клеветнических измышлений, порочащих государственный и общественный строй СССР). сроком на один год. Реабилитирован 7 сентября 1992 года.
В 1982 г. окончил Башкирский государственный университет (ныне Уфимский университет науки и технологий) по специальности «Русский язык и литература» под рук проф. Л. Г. Барага . В Москве он знакомится с Н. И. Харджиевым, замечания которого учтены в курсовой, а затем и дипломной работе «Фольклор и мифология в творчестве В.Хлебникова». В них уже заявлен научный подход: «Хлебников в контексте русского авангарда» (в то время осторожно называемым «будетлянством»). Эта же концепция отражена в докладе на «I-х Хлебниковских чтениях» в Астрахани в 1985 г., а также в канд. дисс. «Мифопоэтическая основа творчества В.Хлебникова», защищенной в 1989 в Уральском гос. университете. Ряд статей о Хлебникове написан в соавторстве с тартуским филологом В. А. Зарецким, работавшим в это время в Стерлитамике.
Участник конференций по Хлебникову и авангарду в Москве, Ленинграде. Астрахани и Уфе.
С 1980-х гг. преподавал русский язык и литературу, теорию риторики, психологию, культурологию в различных вузах Уфы. Разработал авторские курсы «Культура как знаковая система», «Семиотика вторичных моделирующих систем (Психосемиотика)» для студентов Восточного университета (ВЭГУ). С 1992 работал ст. науч. сотр. в Музее современного искусства при банке «Восток», где организовал научную конференцию «Искусство авангарда — язык мирового общения», был редактором-составителем одноимённого сборника (1993, Уфа). С января 2009 по февраль 2022 года вел ежемесячную авторскую рубрику «Языки мировой культуры» в журнале «Рампа».
Научные интересы: русский авангард и народная культура, взаимодействие видов искусств, психология творчества.

## Участие в творческих и общественных организациях
- Член Международной федерации художников ЮНЕСКО (с 1995)
- Член Ассоциации искусствоведов (АИС)